# Caenopachys hartigii
Caenopachys hartigii är en stekelart som först beskrevs av Julius Theodor Christian Ratzeburg 1848.  Caenopachys hartigii ingår i släktet Caenopachys och familjen bracksteklar. Arten är reproducerande i Sverige. Inga underarter finns listade.